# Aurora Luque
Aurora Luque Ortiz (Almería, 16 de agosto de 1962) es una poeta, traductora, profesora y escritora española, que desarrolla su carrera profesional en Andalucía. En 2022, recibió el Premio Nacional de Poesía.

## Biografía
Aurora Luque nació en Almería en 1962. Pasa su infancia en el pequeño pueblo de Cádiar (la Alpujarra, Sierra de la Contraviesa). Es licenciada en Filología Clásica por la Universidad de Granada y profesora de griego antiguo desde 1988 en Málaga, ciudad donde ha desarrollado gran parte de su trayectoria. La andaluza colaboró como articulista en el diario Sur de Málaga desde 1999 a 2008 (sus artículos están recopilados en Los talleres de Cronos, Ateneo de Málaga, 2006).
En 1997 fue galardonada con el Premio Meridiana del Instituto Andaluz de la Mujer por su labor de rescate de escritoras olvidadas. En octubre de 2008 fue nombrada directora del Centro Cultural Generación del 27 de la Diputación de Málaga, cargo que ocupó hasta junio de 2011.
En 2012 disfrutó de una residencia en Villa Marguerite Yourcenar, en Flandes (Bélgica), dentro del programa destinado a escritores europeas. Ha participado en diversos eventos y encuentros internacionales de poesía.[cita requerida]
Ha impartido conferencias en diversas universidades estadounidenses, entre otras, Universidad de Massachusetts, Universidad de Saint Louis, Le Moyne College, Skidmore College, Dickinson College, College of the Holy Cross, CUNY, Montclair College, etc.
Ha fundado y dirigido la colección de poesía «Cuadernos de Trinacria», uno de cuyos títulos, Verbos para la rosa, de Zanasis Jatsópulos, traducido por Vicente Fernández, obtuvo el Premio Nacional a la Mejor Traducción de 2005. Desde el año 2000 codirigió junto a Jesús Aguado la colección «maRemoto» de poesía de otras culturas del Centro de Ediciones de la Diputación de Málaga (CEDMA). En 2005 fundó la editorial Narila. Ha formado parte del Consejo Asesor de la colección «Puerta del Mar», también del CEDMA, así como del Consejo Rector del Instituto del Libro del Ayuntamiento de Málaga y del Consejo Social de la Universidad de Málaga. Forma parte del grupo de investigación Traducción, literatura y sociedad de la Universidad de Málaga.
Es hermana de la también escritora Herminia Luque.

## Trayectoria literaria

### Poesía
En 1989 obtuvo, con su libro Problemas de doblaje, un accésit al Premio Adonais de Poesía. En 1999 recibió el Premio Andalucía de la Crítica por su libro Transitoria, libro que había sido finalista del Premio Rafael Alberti de Poesía. En mayo de 2005 inauguró la Feria del Libro de Málaga. En 2007 Aurora Luque ganó la X edición del Premio de Poesía Generación del 27 por su obra La siesta de Epicuro, publicada por la editorial Visor. En 2015 publicó Personal & político (Fundación José Manuel Lara) un libro con 45 poemas que buceaba en la realidad de la crisis social española. En septiembre de 2022, Luque fue reconocida con el Premio Nacional de Poesía por su obra Un número finito de veranos.
Se ha dicho de ella que pertenece a la misma generación del poeta y también clasicista Juan Antonio González Iglesias, una generación que conjuga la tradición clásica con la modernidad más furiosa. A propósito de su libro Transitoria, el jurado del premio Andalucía de la Crítica celebró «la perfecta simbiosis entre el lenguaje clásico, que sabe encarnarse en versos de serena factura, y un habla coloquial, actual».
La profesora Josefa Álvarez Valadés le ha dedicado el estudio Tradición clásica en la poesía de Aurora Luque (Sevilla, Editorial Renacimiento, 2013).

### Traducción y crítica
Luque ha realizado traducciones de poesía especialmente griega antigua, pero también francesa, latina y griega moderna, de autoras como María Lainá, Louise Labé, Reneé Vivien y Safo y autores como Catulo, Meleagro y todos los poetas griegos que trataron los temas de eros o del mar. En el año 2000 publicó en Ediciones Hiperión Los dados de Eros. Antología de poesía erótica griega, y en noviembre de 2004 la traducción de Poemas y testimonios, de Safo, en la editorial Acantilado.
Como estudiosa ha contribuido al rescate y a la reedición de autoras olvidadas, como es el caso de la dramaturga malagueña María Rosa de Gálvez o de la escritora y embajadora republicana malagueña Isabel Oyarzábal, editando y prologando obras inéditas de ambas.

## Obra

### Poesía
- 1981, Hiperiónida, Granada: Universidad de Granada, colección «Zumaya».
- 1989, Problemas de doblaje, Madrid: Rialp.
- 1991, Fecha de caducidad, Málaga: Tediria (Cuaderno).
- 1992, Carpe noctem, Madrid: Visor.
- 1996, Carpe mare Málaga: Miguel Gómez Ed. (Antología).
- 1998, Transitoria, Sevilla: Renacimiento.
- 2000, Las dudas de Eros, Lucena: Ayuntamiento de Lucena, col. «Cuatro Estaciones». (Antología)
- 2002, Portvaria. Antología 1982-2002, Cuenca: El Toro de Barro. (Antología)
- 2003, Camaradas de Ícaro, Madrid: Visor.
- 2004, Carpe verbum, Málaga: Ayuntamiento de Málaga, col. «Monosabio». Edición de Francisco Fortuny. (Antología)
- 2005, Haikus de Narila, Málaga: Publicaciones Antigua Imprenta Sur. (Cuaderno)
- 2007, Carpe amorem, Sevilla: Renacimiento. Edición de Ricardo Virtanen. (Antología). Reedición ampliada en 2021.
- 2008, La siesta de Epicuro, Madrid: Visor.
- 2014, Fabricación de las islas. Poesía y metapoesía,[21][fuente cuestionable] Prefacio: J. M. Caballero Bonald; selección y estudio: Josefa Álvarez Valadés, Valencia: Pre-Textos.[22]
- 2014, Médula. Antología esencial. Madrid: Fondo de Cultura Económica. Edición de Francisco Ruiz Noguera. (Antología)
- 2015, Personal & político, Sevilla: Fundación José Manuel Lara.
- 2016, Los limones absortos. Poemas mediterráneos.[23] Málaga: Fundación Málaga. Ed. bilingüe.Traduciión al italiano de Paola Láskaris. Prólogo de Chantal Maillard.[24]
- 2020, Gavieras, Madrid: Visor. XXXII Premio Loewe, 2019.[25]
- 2021, Un número finito de veranos, Lérida: Milenio. Premio Nacional de Poesía 2022.[25]
- 2022, Homérica (antología), Málaga: Jákara.

### Traducción
- 1995, Meleagro de Gádara, 25 epigramas, Málaga: colección «Llama de Amor Viva» (plaquette).
- 1996, María Lainá, Nueve poemas, Málaga: colección «Capitel» (en colaboración).
- 2000, Los dados de Eros. Antología de poesía erótica griega, Madrid: Hiperión.
- 2004, Safo, Poemas y testimonios, Barcelona: Acantilado.
- 2004, María Lainá, Los estuches de las células, traducción del griego moderno de M. L. Villalba, Obdulia Castillo y Aurora Luque, Málaga: Diputación de Málaga, colección «MaRemoto».[26]
- 2005, Renée Vivien, Nocturnos, Santander: Revista Ultramar, colección «Travesías» (cuaderno).
- 2008, Renée Vivien, Poemas, Tarragona: Igitur.
- 2010, Catulo, Taeter morbus. Poemas a Lesbia, Monterrey, México: Universidad de Nuevo León
- 2011, Louise Labé, Elegías y sonetos, Barcelona: Acantilado.[27]
- 2015, Aquel vivir del mar. El mar en la poesía griega. Antología,[28] Barcelona: Acantilado
- 2019, Si no, el invierno. Fragmentos sáficos, traducción de If not, Winter, de Anne Carson, Madrid/ México: Vaso Roto.
- 2020, Grecorromanas. Lírica superviviente de la Antigüedad clásica, edición, introducción y traducción A. Luque, Barcelona: Austral.
- 2020, Safo, Poemas y testimonios, nueva edición que incluye nuevos papiros, Barcelona: Acantilado. [reed.corregida en 2022]
- 2023, Selby Wynn Schwartz, Después de Safo, Madrid: Alianza Editorial.

### Estudios literarios
- 2003, Mercedes Matamoros, El último amor de Safo, ed. A. Luque, Málaga: Puerta del Mar, CEDMA.
- 2005, María Rosa de Gálvez, El valor de una ilustrada, Málaga: Consulado del Mar, Ayuntamiento de Málaga, en colaboración con José Luis Cabrera.
- 2007, María Rosa de Gálvez, Poesías, Málaga: Puerta del Mar, CEDMA.
- 2009, María Rosa de Gálvez, Amnón, Málaga: Universidad de Málaga.
- 2010, J. M. Caballero Bonald, Ruido de muchas aguas, antología y estudio preliminar de A. Luque, Madrid: Visor.
- 2013, María Rosa de Gálvez, Holocaustos a Minerva. Obras reunidas, Sevilla: col. Clásicos Andaluces Fundación J. M. Lara.

Ha prologado los libros Arias tristes de Juan Ramón Jiménez (Visor); La Grecia eterna de Enrique Gómez Carrillo (Renacimiento); las memorias de la embajadora republicana Isabel Oyarzábal (Hambre de libertad, Almed, Granada, 2011) y la novela gráfica La cólera de Baudelaire de Laura P. Vernetti (Luces de Gálibo, Málaga, 2020).
Algunos de sus estudios sobre poesía se compilaron en Una extraña industria (Universidad de Valladolid, 2008).

## Premios
- 1981, Premio Federico García Lorca de la Universidad de Granada
- 1989, Accésit al Premio Adonais de Poesía
- 1992, Premio Internacional de Poesía Rey Juan Carlos I.
- 1998, Finalista del Premio Rafael Alberti y Premio Andalucía de la Crítica
- 2003, Premio Fray Luis de León.
- 2007, Premio Meridiana de la Junta de Andalucía por su labor de edición y rescate de escritoras desconocidas u olvidadas.
- 2008, Premio de Poesía Generación del 27.
- 2016, Premio El público a las Letras, que concede el programa cultural la radio pública de Andalucía, Canal Sur Radio.[29]
- 2019, Premio de Poesía Loewe, en su edición XXXII, por su libro Gavieras, elegido por ser «innovador, valiente y atrevido por la versatilidad formal y la unidad de pensamiento que tiene».[30]
- 2022, Premio Nacional de Poesía por Un número finito de veranos.[3]